# Unione Sportiva Triestina 1964-1965
Questa voce raccoglie le informazioni riguardanti la Unione Sportiva Triestina nelle competizioni ufficiali della stagione 1964-1965.

## Stagione
Il club chiuse al 19º posto su 20 squadre, venendo retrocesso in Serie C.

## Divise
| Prima divisa |

## Rosa
| N. |                   | Ruolo | Calciatore        |
| -- | ----------------- | ----- | ----------------- |
|    | Italia (bandiera) | P     | Romano Collovati  |
|    | Italia (bandiera) | P     | Giancarlo Scorti  |
|    | Italia (bandiera) | D     | Claudio Cattonar  |
|    | Italia (bandiera) | D     | Romano Frigeri    |
|    | Italia (bandiera) | D     | Renato Palcini    |
|    | Italia (bandiera) | D     | Giuliano Pez      |
|    | Italia (bandiera) | D     | Adriano Varglien  |
|    | Italia (bandiera) | C     | Paolo Bernasconi  |
|    | Italia (bandiera) | C     | Pierluigi Cignani |
|    | Italia (bandiera) | C     | Pietro Dalio      |

| N. |                   | Ruolo | Calciatore          |
| -- | ----------------- | ----- | ------------------- |
|    | Italia (bandiera) | C     | Fermo Ferrara       |
|    | Italia (bandiera) | C     | Vittorino Mantovani |
|    | Italia (bandiera) | C     | Luigi Porro         |
|    | Italia (bandiera) | C     | Renato Sadar        |
|    | Italia (bandiera) | C     | Mirto Scala         |
|    | Italia (bandiera) | A     | Arturo Gentili      |
|    | Italia (bandiera) | A     | Gianpaolo Ispiro    |
|    | Italia (bandiera) | A     | Alberto Novelli     |
|    | Italia (bandiera) | A     | Giuseppe Orlando    |
|    | Italia (bandiera) | A     | Orazio Rancati      |

## Risultati

### Serie B

#### Girone di andata
| 13 settembre 1964 1ª giornata | Modena | 3 – 0 | Triestina |  |

| 20 settembre 1964 2ª giornata | Triestina | 2 – 1 | Livorno |  |

| 27 settembre 1964 3ª giornata | SPAL | 3 – 0 | Triestina |  |

| 4 ottobre 1964 4ª giornata | Triestina | 2 – 1 | Lecco |  |

| 11 ottobre 1964 5ª giornata | Padova | 1 – 0 | Triestina |  |

| 18 ottobre 1964 6ª giornata | Triestina | 1 – 1 | Potenza |  |

| 25 ottobre 1964 7ª giornata | Triestina | 1 – 1 | Trani |  |

| 1 novembre 1964 8ª giornata | Monza | 2 – 0 | Triestina |  |

| 15 novembre 1964 9ª giornata | Triestina | 0 – 1 | Reggiana |  |

| 22 novembre 1964 10ª giornata | Palermo | 2 – 0 | Triestina |  |

| 29 novembre 1964 11ª giornata | Catanzaro | 1 – 0 | Triestina |  |

| 6 dicembre 1964 12ª giornata | Triestina | 1 – 0 | Parma |  |

| 13 dicembre 1964 13ª giornata | Triestina | 0 – 2 | Napoli |  |

| 20 dicembre 1964 14ª giornata | Brescia | 2 – 0 | Triestina |  |

| 27 dicembre 1964 15ª giornata | Triestina | 2 – 0 | Pro Patria |  |

| 10 gennaio 1965 16ª giornata | Verona | 1 – 0 | Triestina |  |

| 17 gennaio 1965 17ª giornata | Triestina | 0 – 1 | Bari |  |

| 24 gennaio 1965 18ª giornata | Alessandria | 0 – 0 | Triestina |  |

| 31 gennaio 1965 19ª giornata | Triestina | 0 – 0 | Venezia |  |

#### Girone di ritorno
| 7 febbraio 1965 20ª giornata | Triestina | 2 – 2 | Modena |  |

| 14 febbraio 1965 21ª giornata | Livorno | 0 – 0 | Triestina |  |

| 21 febbraio 1965 22ª giornata | Triestina | 1 – 0 | SPAL |  |

| 28 febbraio 1965 23ª giornata | Lecco | 0 – 0 | Triestina |  |

| 7 marzo 1965 24ª giornata | Triestina | 0 – 0 | Padova |  |

| 14 marzo 1965 25ª giornata | Potenza | 2 – 0 | Triestina |  |

| 21 marzo 1965 26ª giornata | Trani | 2 – 1 | Triestina |  |

| 28 marzo 1965 27ª giornata | Triestina | 0 – 2 | Monza |  |

| 11 aprile 1965 28ª giornata | Reggiana | 1 – 1 | Triestina |  |

| 18 aprile 1965 29ª giornata | Triestina | 3 – 1 | Palermo |  |

| 25 aprile 1965 30ª giornata | Triestina | 1 – 1 | Catanzaro |  |

| 2 maggio 1965 31ª giornata | Parma | 2 – 1 | Triestina |  |

| 9 maggio 1965 32ª giornata | Napoli | 3 – 0 | Triestina |  |

| 16 maggio 1965 33ª giornata | Triestina | 0 – 3 | Brescia |  |

| 23 maggio 1965 34ª giornata | Pro Patria | 2 – 0 | Triestina |  |

| 30 maggio 1965 35ª giornata | Triestina | 1 – 1 | Verona |  |

| 6 giugno 1965 36ª giornata | Bari | 1 – 1 | Triestina |  |

| 13 giugno 1965 37ª giornata | Triestina | 3 – 1 | Alessandria |  |

| 20 giugno 1965 38ª giornata | Venezia | 1 – 2 | Triestina |  |

## Statistiche

### Statistiche di squadra
| Competizione | Punti | In casa | In casa | In casa | In casa | In casa | In casa | In trasferta | In trasferta | In trasferta | In trasferta | In trasferta | In trasferta | Totale | Totale | Totale | Totale | Totale | Totale | DR  |
| Competizione | Punti | G       | V       | N       | P       | Gf      | Gs      | G            | V            | N            | P            | Gf           | Gs           | G      | V      | N      | P      | Gf     | Gs     | DR  |
| ------------ | ----- | ------- | ------- | ------- | ------- | ------- | ------- | ------------ | ------------ | ------------ | ------------ | ------------ | ------------ | ------ | ------ | ------ | ------ | ------ | ------ | --- |
| Serie B      | 28    | 19      | 7       | 7       | 5       | 20      | 19      | 19           | 1            | 5            | 13           | 6            | 29           | 38     | 8      | 12     | 18     | 26     | 48     | -22 |
| Coppa Italia |       | 1       | 0       | 0       | 1       | 1       | 3       | -            | -            | -            | -            | -            | -            | 1      | 0      | 0      | 1      | 1      | 3      | -2  |
| Totale       |       | 20      | 7       | 7       | 6       | 21      | 22      | 19           | 1            | 5            | 13           | 6            | 29           | 39     | 8      | 12     | 19     | 27     | 51     | -24 |

### Statistiche dei giocatori
| Giocatore     | Serie B  | Serie B | Coppa Italia | Coppa Italia | Totale   | Totale |
| Giocatore     | Presenze | Reti    | Presenze     | Reti         | Presenze | Reti   |
| ------------- | -------- | ------- | ------------ | ------------ | -------- | ------ |
| P. Bernasconi | 27       | 4       | 1            | 0            | 28       | 4      |
| C. Cattonar   | 11       | 0       | -            | -            | 11       | 0      |
| P. Cignani    | 20       | 1       | 1            | 0            | 21       | 1      |
| R. Collovati  | 29       | -32     | -            | -            | 29       | -32    |
| P. Dalio      | 34       | 0       | 1            | 0            | 35       | 0      |
| F. Ferrara    | 32       | 0       | 1            | 0            | 33       | 0      |
| R. Frigeri    | 31       | 0       | 1            | 0            | 32       | 0      |
| A. Gentili    | 22       | 6       | -            | -            | 22       | 6      |
| G. Ispiro     | 4        | 0       | -            | -            | 4        | 0      |
| V. Mantovani  | 18       | 4       | -            | -            | 18       | 4      |
| A. Novelli    | 36       | 5       | 1            | 1            | 37       | 6      |
| G. Orlando    | 14       | 2       | -            | -            | 14       | 2      |
| R. Palcini    | 23       | 1       | 1            | 0            | 24       | 1      |
| G. Pez        | 28       | 0       | 1            | 0            | 29       | 0      |
| O. Rancati    | 13       | 1       | 1            | 0            | 14       | 1      |
| R. Sadar      | 29       | 0       | 1            | 0            | 30       | 0      |
| M. Scala      | 20       | 1       | -            | -            | 20       | 1      |
| G. Scorti     | 9        | -16     | 1            | -3           | 10       | -19    |
| A. Varglien   | 18       | 0       | 1            | 0            | 19       | 0      |